# Tír na nÓg
Tír na nÓg ([tʲiːɾˠ n̪ˠə ˈn̪ˠoːɡ] (del gaélico antiguo: Tír inna n-Óc) «Tierra de la Juventud» o Tír na hÓige) es una isla mítica en la mitología irlandesa, donde los Tuatha Dé Danann o Sidhe residieron después de abandonar Irlanda. El tiempo en la isla transcurre de manera muy diferente a de los demás lugares, pareciendo detenerse (dilatación del tiempo).

## Leyenda
Se dice que la isla de la juventud se encuentra más allá del Occidente, en un lugar tan remoto que solo podía ser alcanzado tras una larga travesía o siendo invitado por algún hada que allí viviera.
En la Edad Media fue muy popular, otorgándole el haber visitado la isla a varios monjes y héroes, donde se decía que el lugar se encontraba libre de enfermedades y muertes. Se lo describía como un lugar de gran belleza, con música, fuerza y juventud, y a sus habitantes como seres muy agradables a la vista.
Oisín, hijo de Fionn Mac Cumhaill, es llevado allí por una hermosa mujer llamada Niamh Chinn Óir. Cuando decide volver luego de tres años en Tír na nÓg, regresa a Irlanda donde han transcurrido trescientos años. Al caer al suelo de su caballo, se convierte en un anciano.

### Oísin en Tír na nÓg
Oisín es un héroe de las Fianna quien reconcilia el misticismo celta con el cristianismo. Es Oisín quien se encuentra con San Patricio y le cuenta las glorias del Otro Mundo y la heroicidad de las Fiannas. Él vivió durante trescientos años dentro del Otro Mundo que aparentaron, en aquel sitio, haber sido solo tres.
La historia comienza cuando Oisín decide ir de caza con su padre y alguien lo espía, era una bella reina en un caballo blanco llamada Niamh Chinn Óir, hija del rey de Tír na nÓg que había viajado desde lejos para declararle su amor. Él, encantado con la bella mujer, decide seguirla a su hogar que es un sitio de belleza, abundancia y eterna juventud y bienestar.
En la obra de T. W. Rolleston, Celtic Myths and Legends, la dama lo describe de la siguiente manera:
| Poema en inglés | Traducción al español |
| --- | --- |
| Delightful is the land beyond all dreams, fairer that anything your eyes ever seen, there all year the bloom is on the flower, and all the year the bloom is on the flower. There with wild honey drip the forest trees, the stores of wine and meal shall never fail. No pain or sickness knows the dweller there, death and decay come near him never more. | Encantadora es la tierra más allá de todos los sueños, más clara que cualquier cosa que tus ojos jamás hayan visto, allí durante todo el año, los capullos están en flor, y todo el año florecen. Allí la miel silvestre gotea de los árboles del bosque, las reservas de vino y comida nunca faltarán. Ni dolor ni enfermedad conoce su morador, la muerte y la decadencia nunca llegarán allí. |

Oisín acompaña a su novia en su caballo mágico cruzando el mar. El Otro Mundo es justamente como ella lo describió, pero luego de tres años, él decide regresar a su hogar. Ella le advierte que ha pasado mucho más tiempo que en la realidad mortal, le entrega un caballo le advierte que jamás desmonte de este. Al llegar, se entera de que su padre había fallecido y que las Fianna solo existen como una leyenda por lo que decide retornar con Niamh. Es en ese momento en que ve a unos hombres mover una gran piedra con dificultad y trata de asistirlos, cayendo del caballo e instantáneamente teniendo trescientos años más. El caballo de Niamh regresa a Tír na nÓg sin él. Allí es cuando San Patricio lo encuentra, convertido en un anciano y Oisín le relata las maravillas de Tír na nÓg.